# Legio IV Italica

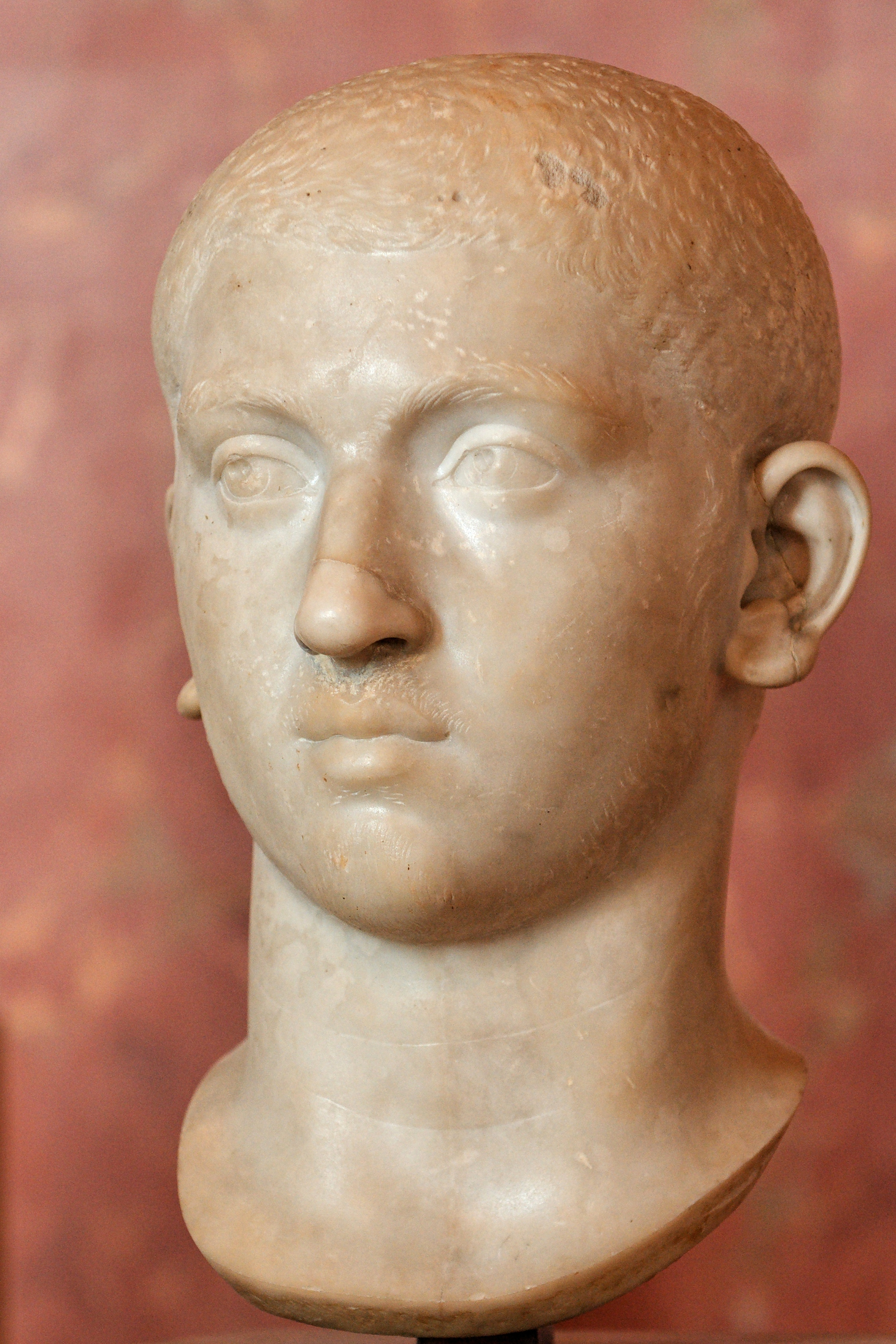
Buste d'Alexandre Sévère (Musée du Louvre)

La Légion IV Italica ("la quatrième légion italienne") était une légion de l'armée impériale romaine levée en l'an 231 par l'empereur Alexandre Sévère. La légion est restée en place jusqu'à 400 apr. J.-C.

## Histoire
La légion fut levée sous le règne de l'empereur Alexandre Sévère en 231, avec des soldats d'Italie et de Pannonie. Elle participa peut-être très vite à l'expédition contre les Sassanides en 231. 
Son premier commandant était le chevalier praefectus legionis Maximinus Thrax, ancien soldat et futur empereur. 
La Légion IV Italica a participé à toutes les campagnes de l'empereur Maximin Ier dans la région du Danube en 235-238. Sous l'empereur Gordien III, elle est retournée à la frontière orientale en 242–244, combattre les Sassanides sous les ordres du préfet Serapamo, avec sa base située peut-être dans la province de Mésopotamie.[Information douteuse]   Nischer pense qu'il pourrait avoir été basé plus tard en Gaule sous l'empereur Dioclétien. 
La Notitia dignitatum atteste de cette unité militaire en tant que légion pseudo-comitatenses, sous le magister militum per Orientem. La Légion IV Italica a peut-être survécu jusqu'à la réforme de Justinien en 545. 